# Melanargia njirdzhan
Melanargia njirdzhan är en fjärilsart som beskrevs av Leo Andrejewitsch Sheljuzhko 1937. Melanargia njirdzhan ingår i släktet Melanargia och familjen praktfjärilar. Inga underarter finns listade i Catalogue of Life.